# Любимовка (Нижнегорский район)
Люби́мовка (до 1945 года Се́верный Джанко́й и Кара́-Тобе́ль; укр. Любимівка, крымскотат. Qara Töbel, Къара Тёбель) — село в Нижнегорском районе Республики Крым, входит в состав Пшеничненского сельского поселения (согласно административно-территориальному делению Украины — Пшеничненского сельского совета Автономной Республики Крым).

## Население
| 2001 | 2014 |
| ---- | ---- |
| 479  | ↘284 |

Всеукраинская перепись 2001 года показала следующее распределение по носителям языка
| Язык             | Процент |
| ---------------- | ------- |
| русский          | 82.88   |
| крымскотатарский | 9.6     |
| украинский       | 7.52    |

### Динамика численности
| - 1915 год — 419/5 чел. - 1926 год — 161 чел. - 1989 год — 502 чел. | - 2001 год — 479 чел. - 2009 год — 400 чел. - 2014 год — 284 чел. |

## Современное состояние
На 2017 год в Любимовке числится 7 улиц; на 2009 год, по данным сельсовета, село занимало площадь 64 гектара на которой, в 202 дворах, проживало 400 человек. В селе действует библиотека-филиал № 28.

## География
Любимовка — село на севере района, в степном Крыму, на побережье Сиваша, высота центра села над уровнем моря — 4 м. Соседние сёла: Дворовое в 1,5 км на юго-запад и Сливянка — в 4 км на северо-запад. Расстояние до райцентра — около 28 километров (по шоссе) на юг, там же ближайшая железнодорожная станция — Нижнегорская (на линии Джанкой — Феодосия). Транспортное сообщение осуществляется по региональной автодороге 35Н-167 Азовское — Любимовка (по украинской классификации — С-0-10443).

## История
В начале XX века, на землях, принадлежавших Илье Меркулову на побережье Сиваша была основана деревня Балагановка, позже получившая Название Северный Джанкой. По Статистическому справочнику Таврической губернии. Ч.II-я. Статистический очерк, выпуск пятый Перекопский уезд, 1915 год, в деревне Джанкой Северный Ак-Шеихской волости Перекопского уезда числилось 44 двора (все дворы с землёй) с русским населением в количестве 419 человек приписных жителей и 5 — «посторонних», из которых 210 мужчин и 214 женщин. Жители владели 900 десятинами удобной земли. В хозяйствах имелось 130 лошадей, 10 волов, 100 коров и 40 голов мелкого скота.
После установления в Крыму Советской власти, по постановлению Крымревкома № 206 «Об изменении административных границ» от 8 января 1921 года была упразднена волостная система, Перекопский уезд переименовали в Джанкойский, в составе которого был создан Джанкойский район. В 1922 году уезды преобразовали в округа. 11 октября 1923 года, согласно постановлению ВЦИК, в административное деление Крымской АССР были внесены изменения, в результате которых округа были отменены и Джанкойский район стал основной административной единицей и село включили в его состав. Согласно Списку населённых пунктов Крымской АССР по Всесоюзной переписи 17 декабря 1926 года, в селе Джанкой Северный, Средне-Джанкойского сельсовета Джанкойского района, числилось 24 двора, все крестьянские, население составляло 123 человека. В национальном отношении учтено: 76 русских, 43 украинца, 2 греков, 1 татарин, 1 еврей. На хуторе Джанкой Северный, того же сельсовета, 5 дворов и 38 жителей (31 русский, 6 украинцев, 1 записан в графе «прочие»).
Постановлением Президиума КрымЦИКа «Об образовании новой административной территориальной сети Крымской АССР» от 26 января 1935 года был образован Колайский район (переименованный указом ВС РСФСР № 621/6 от 14 декабря 1944 года в Азовский) и село включили в его состав. Видимо, в ходе той же реорганизации, был образован Северо-Джанкойский сельсовет, поскольку на 1940 год он уже существовал.
После освобождения Крыма от фашистов, 12 августа 1944 года было принято постановление № ГОКО-6372с «О переселении колхозников в районы Крыма» и в сентябре 1944 года в Азовский район Крыма приехали первые новоселы (162 семьи) из Житомирской области, а в начале 1950-х годов последовала вторая волна переселенцев из различных областей Украины. Указом Президиума Верховного Совета РСФСР от 21 августа 1945 года Северный Джанкой был переименован в Любимовку и Северо-Джанкойский сельсовет — в Любимовский. С 25 июня 1946 года Любимовка в составе Крымской области РСФСР. В период до 1954 года Любимовку объединили с селом Дружба (в записях о слияниях после этой даты не значится). Судя по доступным документам, Любимовка была попросту снесена, а жителей переселили в Дружбу с переносом названия, поскольку современное село находится на месте старого Кара-Тобеля, переименованного в 1948 году в Дружбу. Возможен вариант, что при переименованиях 1945—1948 годов сёла были просто перепутаны. 26 апреля 1954 года Крымская область была передана из состава РСФСР в состав УССР. Время упразднения сельсовета и включения в состав Ковровского пока не установлено: на 15 июня 1960 года село уже в его составе.
Указом Президиума Верховного Совета УССР «Об укрупнении сельских районов Крымской области», от 30 декабря 1962 года Азовский район был упразднён и село вновь присоединили к Джанкойскому. Видимо, в рамках этой же кампании укрупнения, был упразднён сельсовет, поскольку на 1968 год Любимовка уже входила в Ковровский. 1 января 1965 года, указом Президиума ВС УССР «О внесении изменений в административное районирование УССР — по Крымской области», включили в состав Нижнегорского. В 1974 году из Ковровского сельсовета был выделен Пшеничненский, к которому отнесли Любимовку. По данным переписи 1989 года в селе проживало 502 человека. С 12 февраля 1991 года село в восстановленной Крымской АССР, 26 февраля 1992 года переименованной в Автономную Республику Крым. С 21 марта 2014 года в составе Крыма аннексирована Россией.